# Андреевский собор (Кронштадт)
Собор Андрея Первозванного — утраченный православный храм в Кронштадте, выдающийся памятник архитектуры русского классицизма. Был построен в 1805—1817 годах по проекту Андреяна Захарова. Особенную известность приобрёл благодаря деятельности знаменитого проповедника святого Иоанна Кронштадтского (1829—1908), служившего в этом храме 53 года. Разрушен в советское время в 1932 году. Планируется воссоздание храма.

## История
Основание и первый камень фундамента соборному храму во имя святого Апостола Андрея Первозванного в Кронштадте были положены основателем города Петром Великим в 1717 году в присутствии многих высокопоставленных лиц и первых обывателей острова Котлина, на котором в это время уже было много казённых и частных зданий.
В 1718 году храм был готов постройкою и 13 июля торжественно освящён в присутствии Императора и многочисленной его свиты, а также иностранных послов и посланников. Первая соборная церковь была деревянная, и ни её плана, ни первоначального вида не сохранилось.
Первым священником Андреевского собора был Пётр Иванов, вызванный сюда из Белгорода. 22 августа он был назначен «закащикомъ» то есть благочинным. С 1732 по 1743 год священниками были протопоп Михаил Иванов, священник Кузьма Стефанов (до 1741 года), а с 1741 года протопоп Борис Петров, священники Федор Матвее и Тимофей Васильев.
В 1742 году собор пришёл в ветхость и по указу Св. Синода было разрешено устроить новый храм во имя того же Апостола с двумя приделами, а в 1743 году было решено перенести её в другое место, о чём докладывалось в Сенат в присутствии Императрицы Елизаветы Петровны, при этом было постановлено: «Андреевскую церковь разобрать и перенести…» в один из губернских домов, а иконостас и утварь сохранить.
В губернском доме Андреевский собор существовал до 22 декабря 1787 года, когда последовала резолюция митрополита Гавриила, которым повелено было перенести собор в Успенскую церковь, построенную на средства купеческого общества в 1760 году. Церковь эта находилась в «Купецком селении», позднее названном Соборной площадью в 25 саженях (50 метрах) от построенного позднее каменного соборного Андреевского храма. Для построения новой Андреевской церкви было взято место, предварительно отведенное под лютеранскую церковь, при этом было строго воспрещено возводить на этом месте какие-либо иные строения.
Успенская церковь, переименованная в Андреевский собор была деревянная, двухэтажная, по два придела в каждом этаже. Она существовала до 1819 года, когда с постройкой нового каменного собора, за ветхостью была разобрана. Место старого собора и Успенской церкви было обозначено гранитными плитами, которые впоследствии оказались под насыпью парка.
| Настоятели церкви              | Настоятели церкви                                                                       |
| Даты                           | Настоятель                                                                              |
| ------------------------------ | --------------------------------------------------------------------------------------- |
| 22 августа 1720— 1 января 1721 | священник Петр Иоаннов (вызван из Белгорода и скоро уехал в отпуск на родину)           |
| 1722—                          | Протопоп Феодот Исидоров, поп Герасим Васильев, протодьякон Дмитрий Федоров             |
| 1732—1741                      | Протопоп Михаил Иванов, священник Козьма Стефанов                                       |
| 1741—1743                      | Протопоп Борис Петров, священники Федор Матфеев и Тимофей Васильев                      |
| 1743—1747                      | Протопоп Борис Петров, священники Василий Иванов и Илья Георгиев                        |
| 1768—1778                      | Протопоп Иоанн Федоров, священники Василий Иванов и Илья Георгиев                       |
| 1778—1781                      | Протопоп Григорий Уберский (- 1796) и священники Александр Иванов и Иоанн Пантелеймонов |
| 1781—1787                      | Протопоп Григорий Уберский и священник Иоанн Дмитриев                                   |
| 1787—1796                      | Протопоп Григорий Уберский священники Иоанн Анисимов и Григорий Иоаннов                 |
| 1796—1800                      | Протопоп Стефан Кузьмин священники Михаил Стефанов и Григорий Иоаннов                   |
| 1800—1809                      | протоиерей Стефан Нулев и священники Михаил Сиверцев и Григорий Иоаннов                 |
| 1809—1812                      | протоиерей Стефан Нулев ( — 1812) и священники Григорий Иоаннов и Федор Измайлов        |
| 1812—1814                      | протоиерей Алексей Георгиевский и священник Михаил Абрюцкий                             |
| 1814—1847                      | протоиерей Алексей Георгиевский и священники Антоний Соловьев и Михаил Абрюцкий         |
| 1847—1849                      | протоиерей Дремяцкий Василий Михайлович                                                 |
| 1849—1850                      | протоиерей Полотебнов Георгий Исидорович                                                |
| 1850—1857                      | протоиерей Василий Кузьмич Нектарьевский (1815—1857)                                    |
| 1857—1894                      | протоиерей Павел Васильевич Трачевский                                                  |
| 1894—1908                      | протоиерей Иоанн Ильич Сергиев (1829—1908)                                              |
| 1908—1912                      | протоиерей Александр Петрович Попов                                                     |
| 1912—1919                      | священник Павел Иванович Виноградов                                                     |
| июнь 1919 — ноябрь 1919        | священник Сергий Преображенский                                                         |
| 1923—1931                      | протоиерей Николай Адамович Симо (1875—1931), расстрелян                                |
| с 31 августа 2015              | архимандрит Алексий (Ганьжин) (род. 1960)                                               |

### Каменный собор

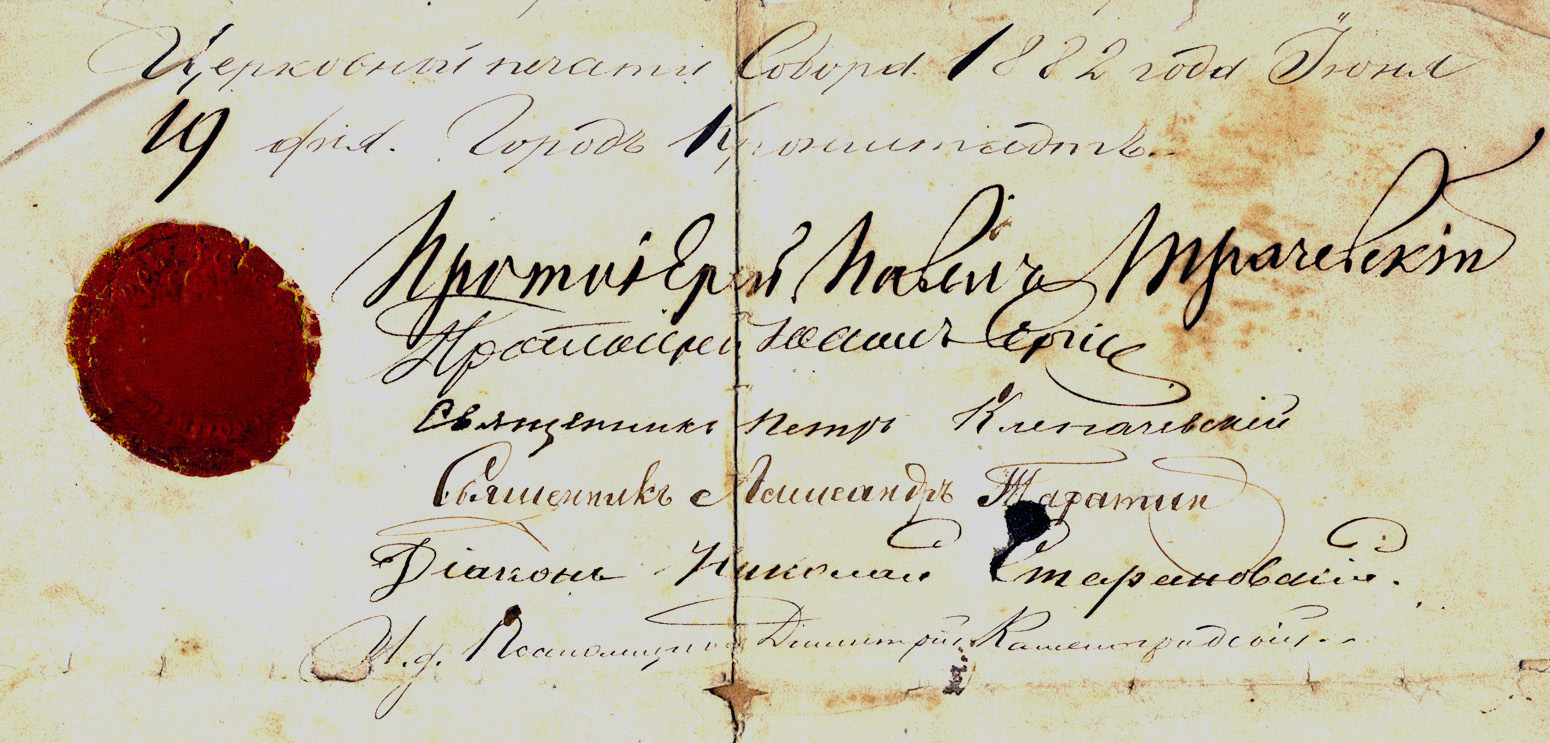
Фрагмент «Свидетельства» от Андреевского Кронштадтского Собора.
Подписано протоиереем Павлом Трачевским, протоиереем Иоанном Сергиевым и другими. 1882 год

Новое здание каменного собора было торжественно заложено 20 июня 1805 года при участии императора Александра I со свитой. Первый проект собора был разработан архитектором Камероном. Сооружён по проекту известного русского архитектора Андреяна Захарова и архитектора А. Н. Акутина, много построивших в стиле ампир, для военно-морского ведомства. Захарову принадлежал также проект иконостаса, исполненного П. И. Брюлловым. Скульптуру и барельефы были созданы академиками М. П. Александровым, И. Воротиловым и И. Крыловым. Живописные работы исполняли также академики — Леонтий Миропольский и Александр Витберг. Освящение состоялось в 1817 году.
По совершении 20 июня 1805 года литургии митрополитом С.-Петербургским Амвросием, в присутствии императора Александра Павловича, из Успенской церкви был совершен торжественный крестный ход на место строительства нового Андреевского храма.
Первый камень при закладке собора был собственноручно положен императором Александром I, для чего были сделаны серебряные молоток и лопатка, которые впоследствии хранились в ризнице собора.
Постройка собора продолжалась двенадцать лет и во все это время служба совершалась в той же Успенской церкви. Освящение нового каменного собора совершено было 26 августа 1817 года епископом Ревельским викарием С.-Петербургским Филаретом (впоследствии митрополитом Московским). 15 августа 1820 года был освящен второй придел в честь Успения Пресвятой Богородицы (упразднён в 1831 году), взамен в ноябре 1834 года на хорах был освящён придел во имя святых апостолов Петра и Павла. Освящение произвел обер-священник армии и флота протоиерей Григорий Мансветов.

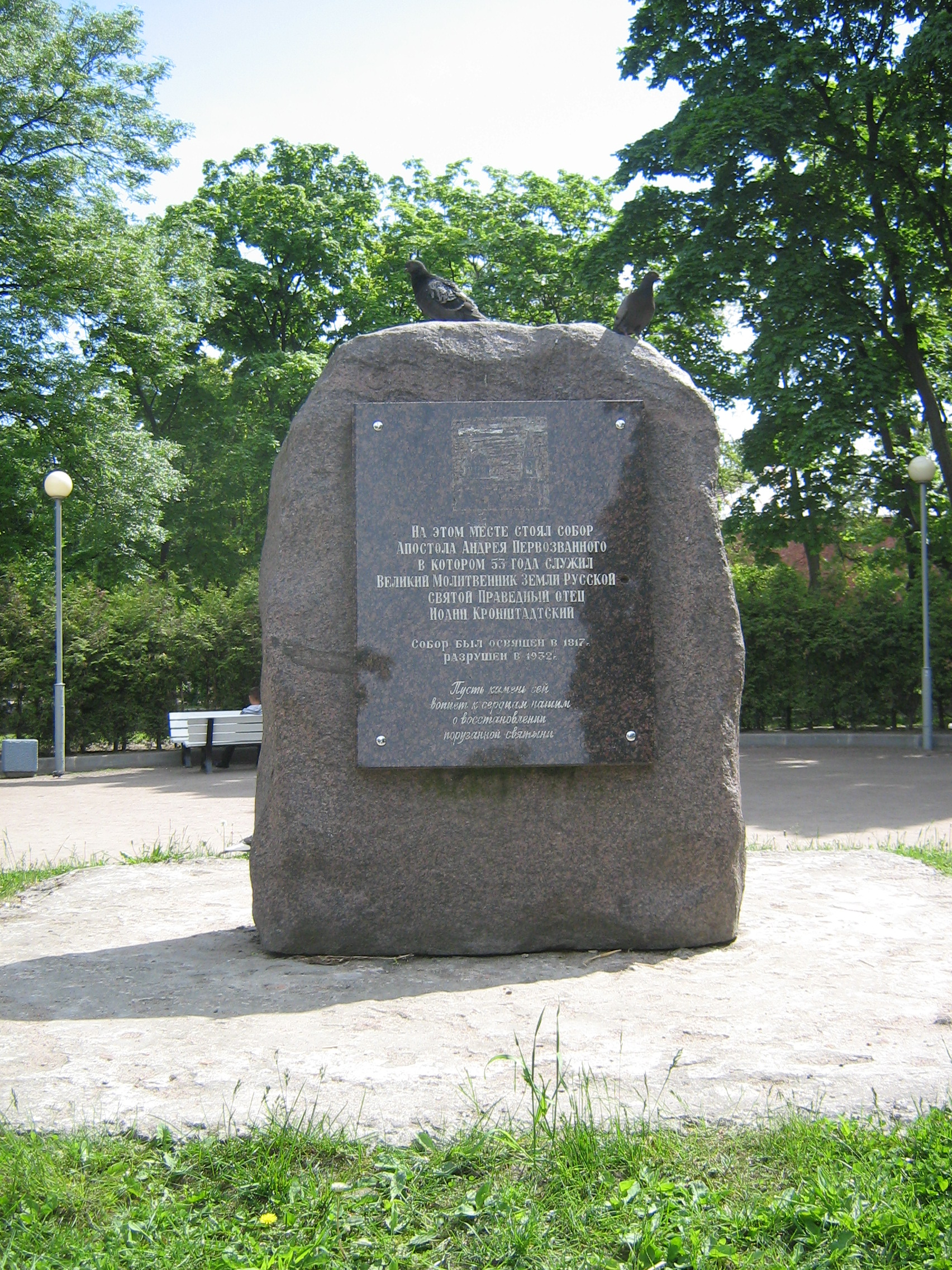
Памятный знак на месте собора в Андреевском саду.

В 1853—1855 годах к собору были сделаны пристройки, вследствие чего он приобрел крестообразную форму.
В этом храме c 1855 по 1908 год служил святой праведный Иоанн Кронштадтский В 1873 году выполнено облачение для главного престола Сергеем Верховцевым. В 1874 году по проекту архитектора Виндельбрандта собор был расширен в северном и южном направлениях и стал иметь форму вытянутого креста. После этой перестройки собор стал вмещать около 1000 прихожан.
Колокольня собора имела 10 колоколов, самый древний был отлит мастером Константином Глазовым в 1752 году. Среди достопримечательностей собора были — медальон Святого Апостола Андрея Первозванного, вырезанный из слоновой кости лично Императором Петром Первым, серебряные лопатка и молоток, которые Император Александр Первый использовал на церемонии закладки собора.
Собор был разрушен советскими властями в 1932 году. Позже, на этом месте, был установлен памятник Ленину. Местная администрация поддерживает надежды прихожан на воссоздание собора. На его месте установлен памятный знак с надписью:

Пусть камень сей вопиет к сердцам нашим о восстановлении поруганной святыни.
В 2018 году место, где стоял собор (фундамент), отнесено КГИОПом к выявленным объектам культурного наследия народов России.

## Архитектура
По образу и подобию кронштадтского было построено несколько соборных храмов в других губерниях:
- Собор Александра Невского в Ижевске (1818—1823)
- Спасо-Преображенский собор в Екатеринославе (1830—1835)
- Свято-Успенский собор в Люцине (1843—1845)